# Paratemnoides sumatranus
Paratemnoides sumatranus är en spindeldjursart som först beskrevs av Beier 1935.  Paratemnoides sumatranus ingår i släktet Paratemnoides och familjen Atemnidae. Inga underarter finns listade i Catalogue of Life.